# Ryan Whitney
Ryan Whitney (* 19. února 1983 Scituate) je bývalý americký lední hokejista, který hrával na postu obránce. Jako hráč působil ve čtyřech klubech NHL: Pittsburgh Penguins, Anaheim Ducks, Edmonton Oilers a Florida Panthers. Odehrál v základní části NHL 481 utkání, v nichž zaznamenal 259 kanadských bodů (50 branek). Vedle toho odehrál 38 zápasů ve vyřazovací části (14 bodů, 3 góly). S Pittsburghem si v roce 2008 zahrál finále Stanleyova poháru. Závěr kariéry strávil v zahraničí, jednu sezónu hrál v KHL za HK Soči, jednu ve švédské nejvyšší soutěži v dresu Modo Hockey. S americkou reprezentací získal stříbrnou medaili na olympijských hrách ve Vancouveru roku 2010. Hráčskou kariéru ukončil v roce 2015, poté se stal analytikem NHL Network a spolutvůrcem hokejového podcastu Spittin' Chiclets.